# Gonia olgae
Gonia olgae är en tvåvingeart som först beskrevs av Boris Borisovitsch Rohdendorf 1927.  Gonia olgae ingår i släktet Gonia och familjen parasitflugor. Inga underarter finns listade i Catalogue of Life.